# Sammlung Philippi
Koordinaten: 49° 17′ 10,9″ N, 7° 13′ 17,1″ O

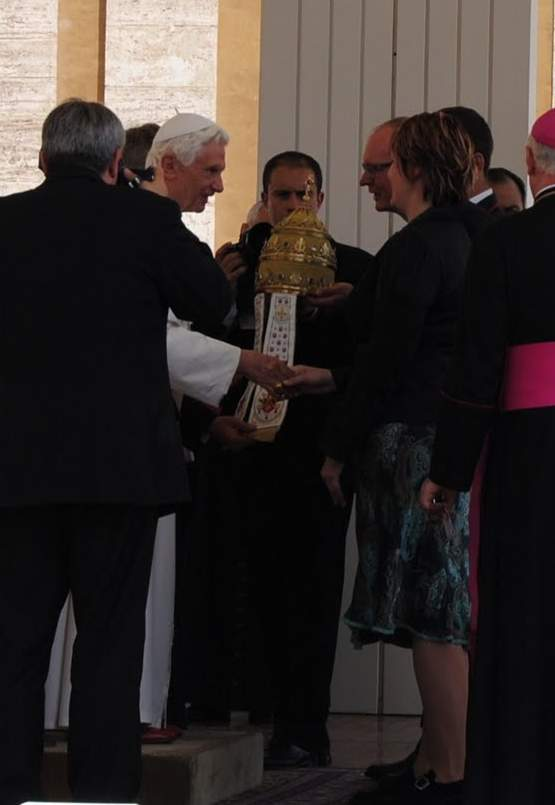
Dieter Philippi übergibt am 25. Mai 2011 eine Tiara an Papst Benedikt XVI.

Die Sammlung Philippi ist von dem Unternehmer Dieter Philippi zusammengetragene Privatsammlung, die vorwiegend aus Kopfbedeckungen besteht, die Geistliche oder Gläubige verschiedener Religionen tragen.

## Konzeption
Die Sammlung umfasst einen kleinen Ausschnitt von Kopfbedeckungen der Geistlichen. Getragen von den jeweiligen Würdenträgern, lassen sie Zugehörigkeit und Rang erkennen. Bei manchen der Kopfbedeckungen kommt eine Schmuckfunktion hinzu, indem sie aus teuren, seltenen und hochwertigen Materialien gefertigt sind oder edle Metalle und Schmucksteine mit verwendet wurden. Die Schutzfunktion ist inzwischen eher untergeordnet.

## Bestand
Zum Bestand der Sammlung gehören über fünfhundert Kopfbedeckungen aus Christentum, Islam, Judentum, Caodaismus, Shintoismus, Buddhismus, Sikhismus und weiteren Religionen. Dazu kommen über hundert Ausstattungsstücke des Klerus der römisch-katholischen Kirche, der koptischen Kirche und der orthodoxen Kirchen, wie zum Beispiel die Schuhe des Papstes, Pontifikalhandschuhe, Pallien, Pektoralkreuze, Bischofsringe, Zingulae. Zudem beinhaltet die Sammlung 52 Pektoralschnüre, teilweise in aufwändigem Posamentenhandwerk hergestellt. An diesen verschiedenfarbigen Kordeln tragen der Papst und die anderen Bischöfe der römisch-katholischen Kirche ihr Pektorale.
Die Sammlung Philippi in Kirkel im Saarland ist nicht öffentlich ausgestellt, wird aber für Besucher nach einer telefonischen Voranmeldung für eine Besichtigung geöffnet.

## Ausstellungen
- Oktober 2010 bis Juli 2011: Einen kleinen Teil der Sammlung präsentierte das Deutsche Hygiene-Museum in seiner Ausstellung Kraftwerk Religion
- März bis April 2011: Sparkasse Saarbrücken, Hauptstelle Am Neumarkt
- 3. Juli bis 30. Oktober 2011: Alles Kopfsache – Hut, Helm, Tuch & Co. LWL-Industriemuseum Henrichshütte, Hattingen

## Galerie

Einige ausgewählte Kopfbedeckungen und Objekte aus der Sammlung Philippi
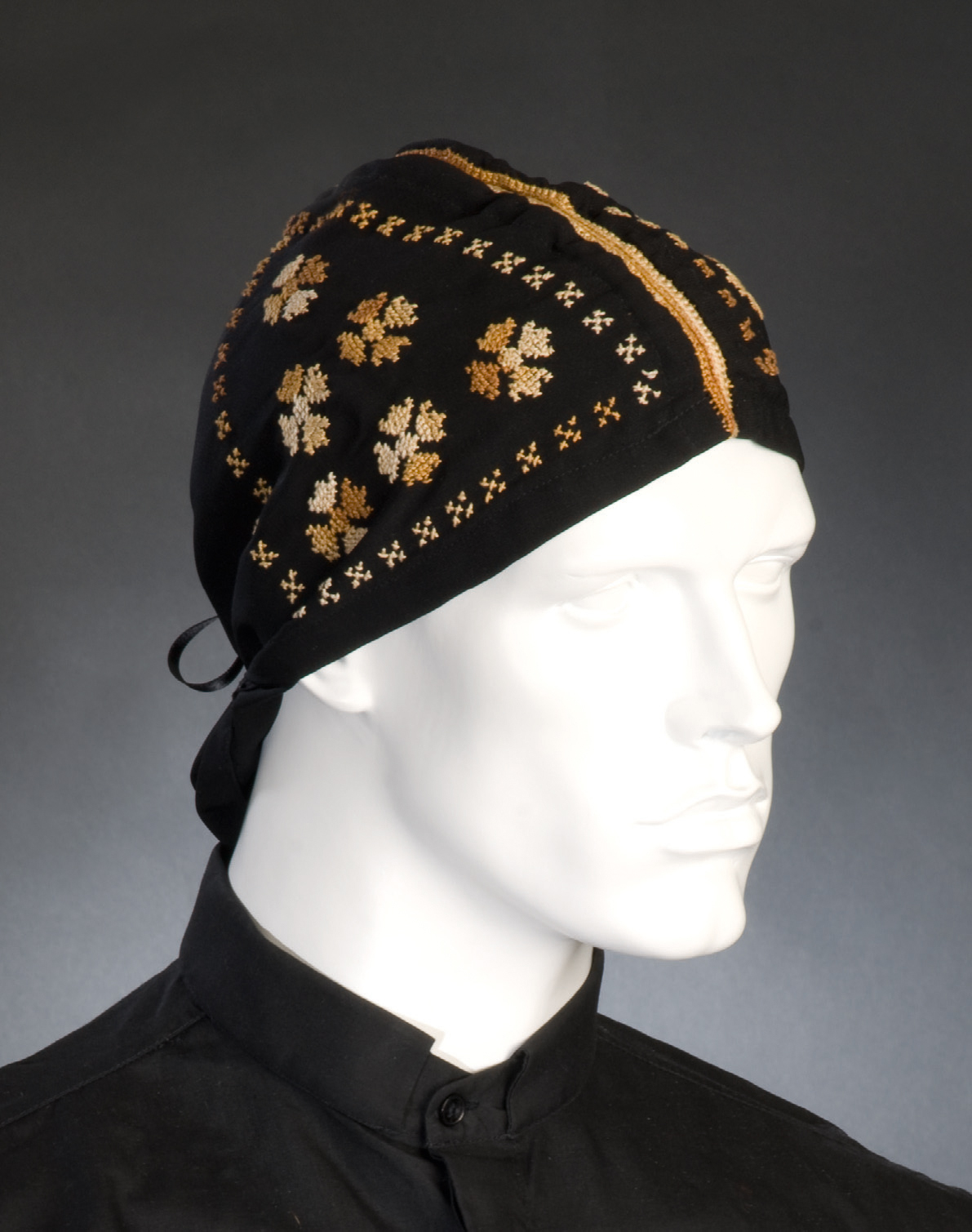
Kalansowa, getragen in der koptischen Kirche von Bischöfen und Priestermönchen
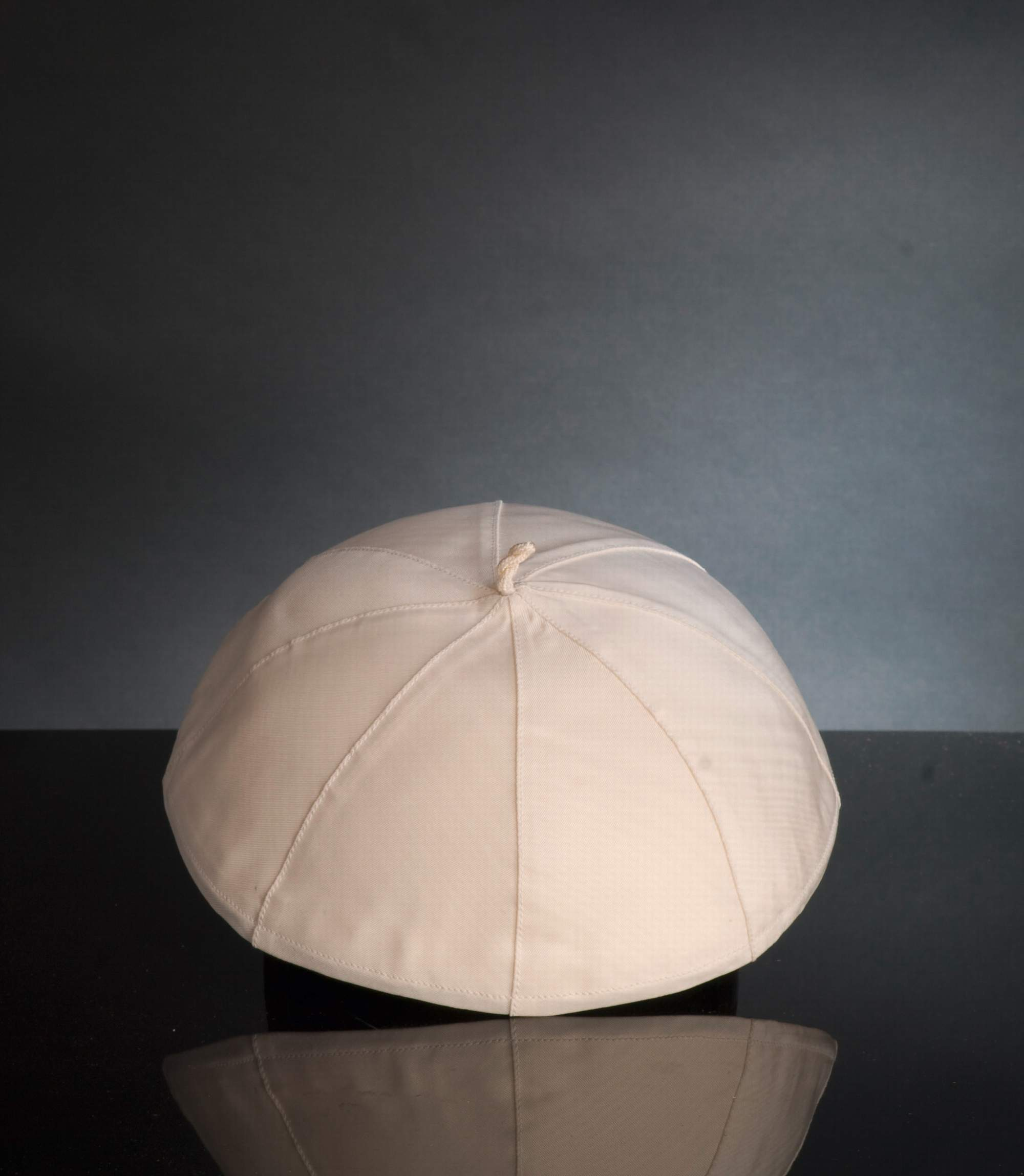
Pileolus aus weißer Seide, getragen vom Papst und den Äbten mancher Orden
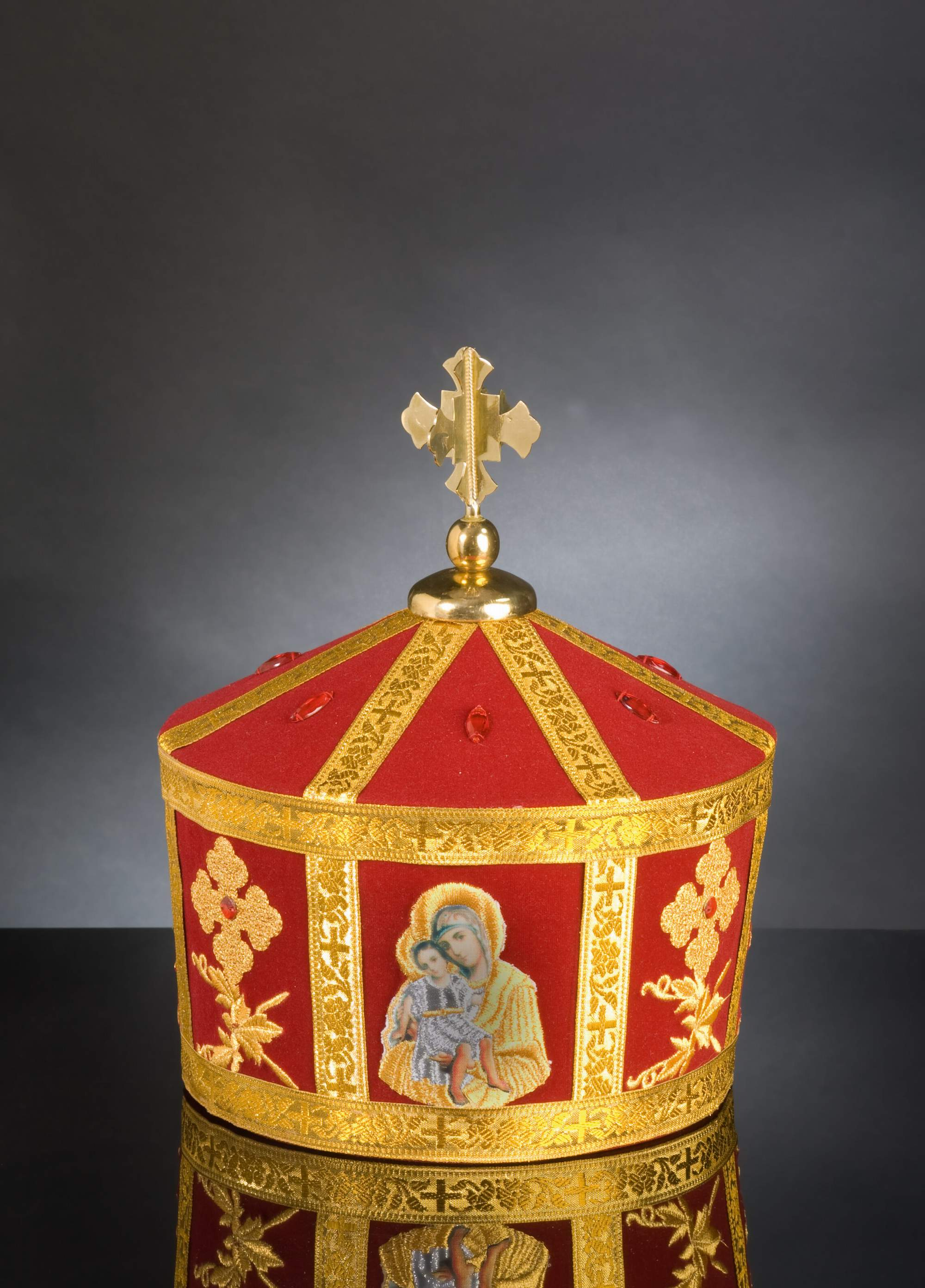
Sagharvart – getragen in der armenisch-apostolischen Kirche von Erzpriestern
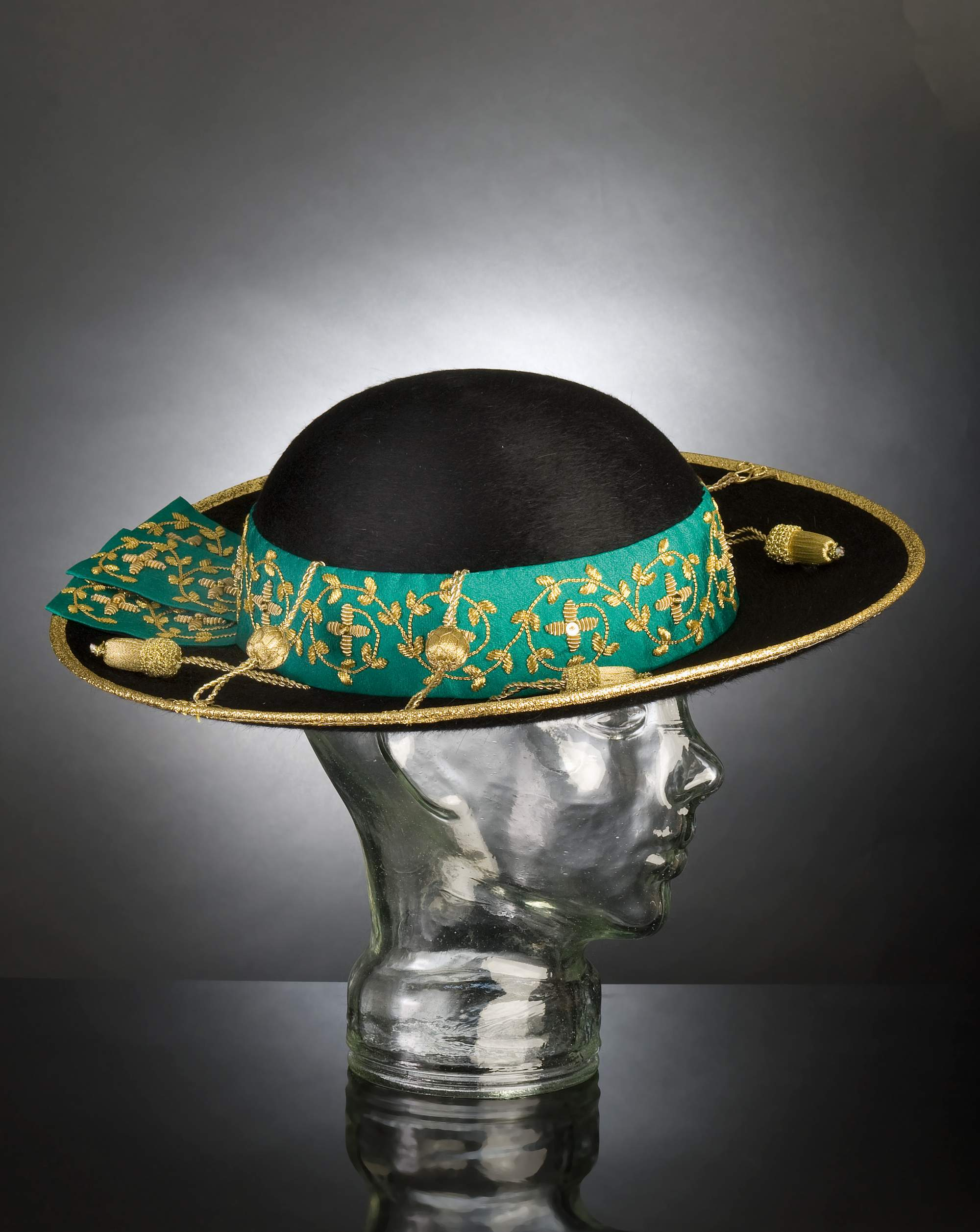
Saturno eines Erzbischofs mit aufwändigen Stickereien aus Golddraht und Bouillon
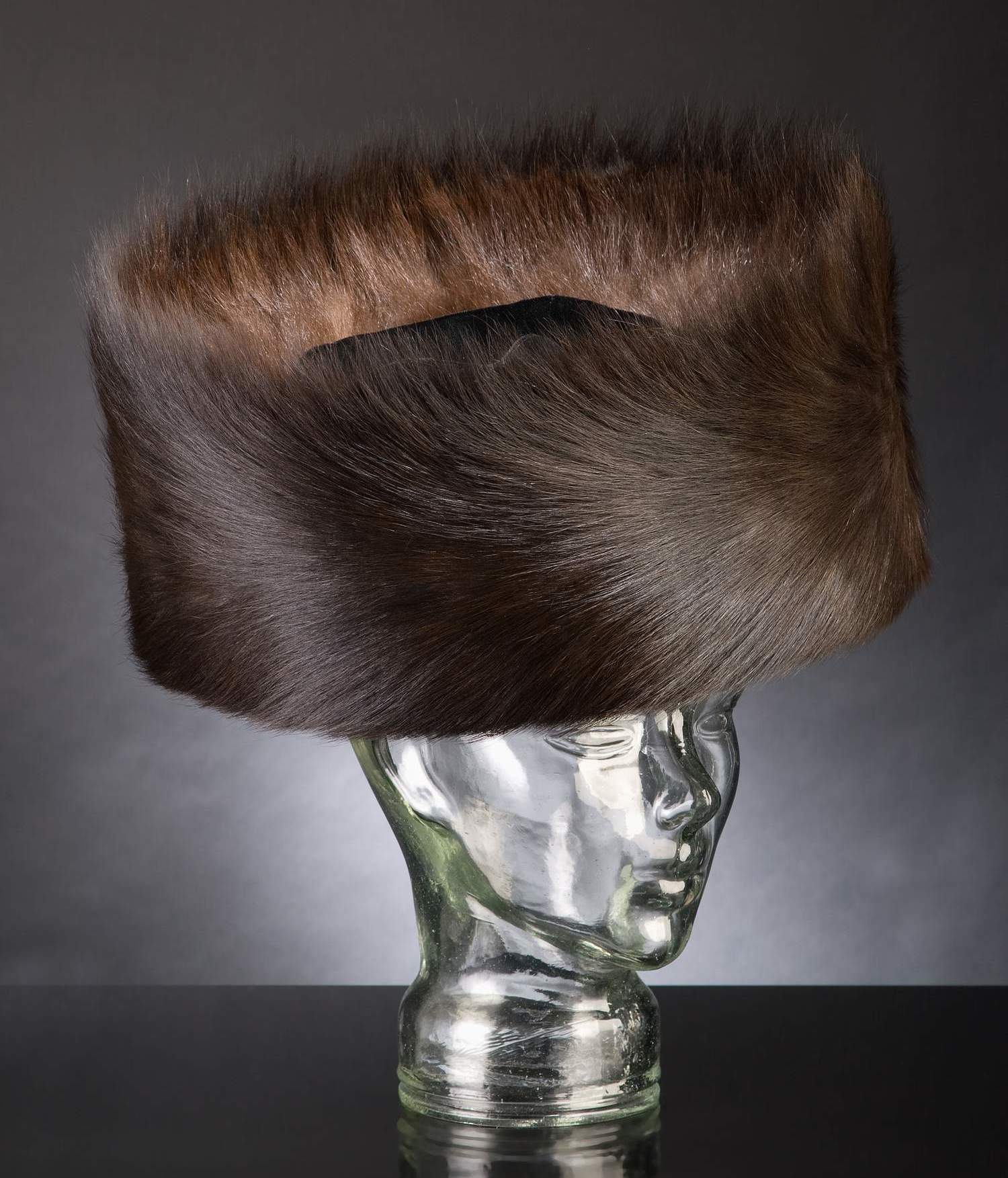
Schtreimel, getragen von chassidischen Juden
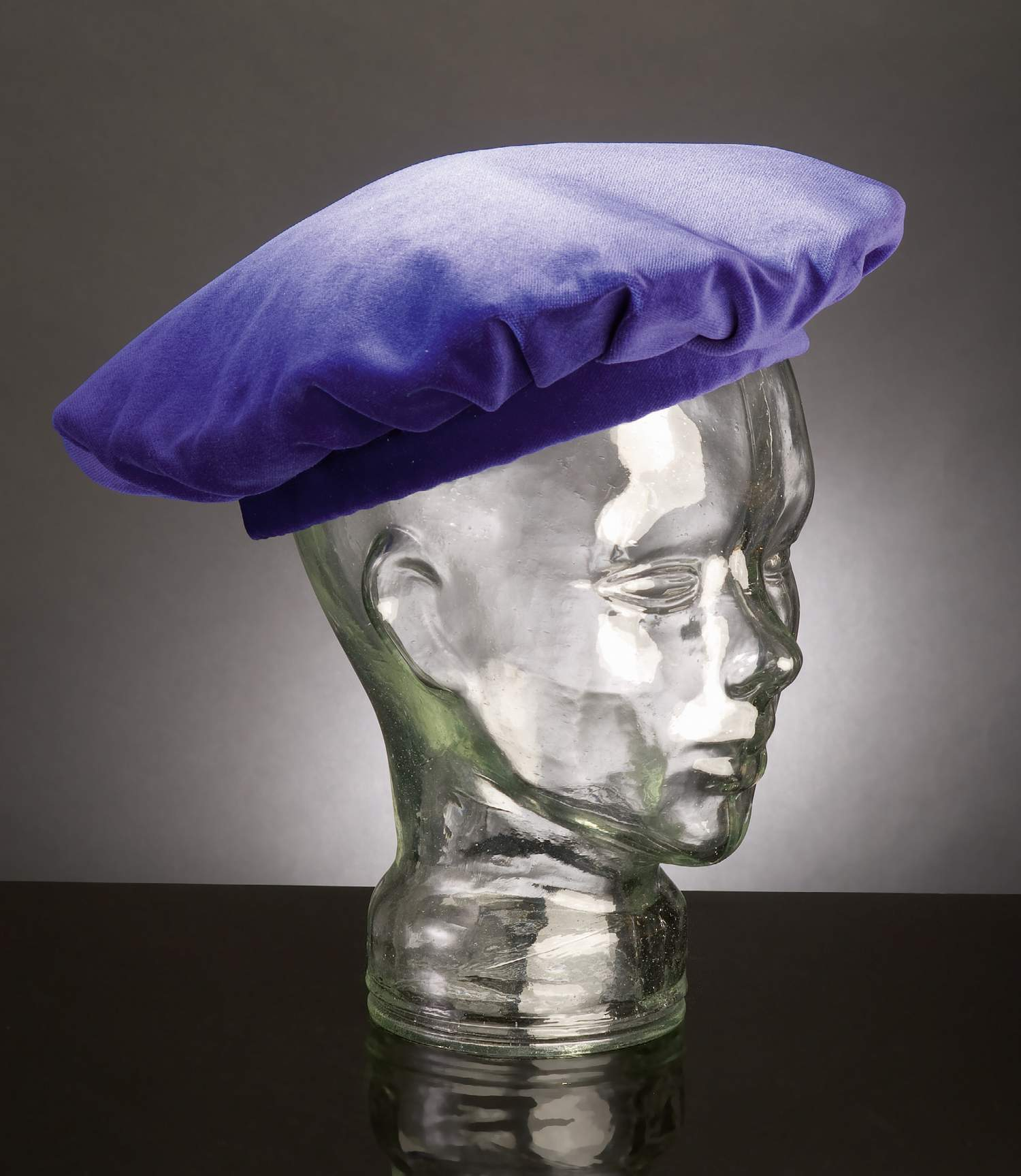
Barett Kurhessen-Waldeck, getragen von protestantischen Pfarrern zum Talar beim Dienst außerhalb der Kirche
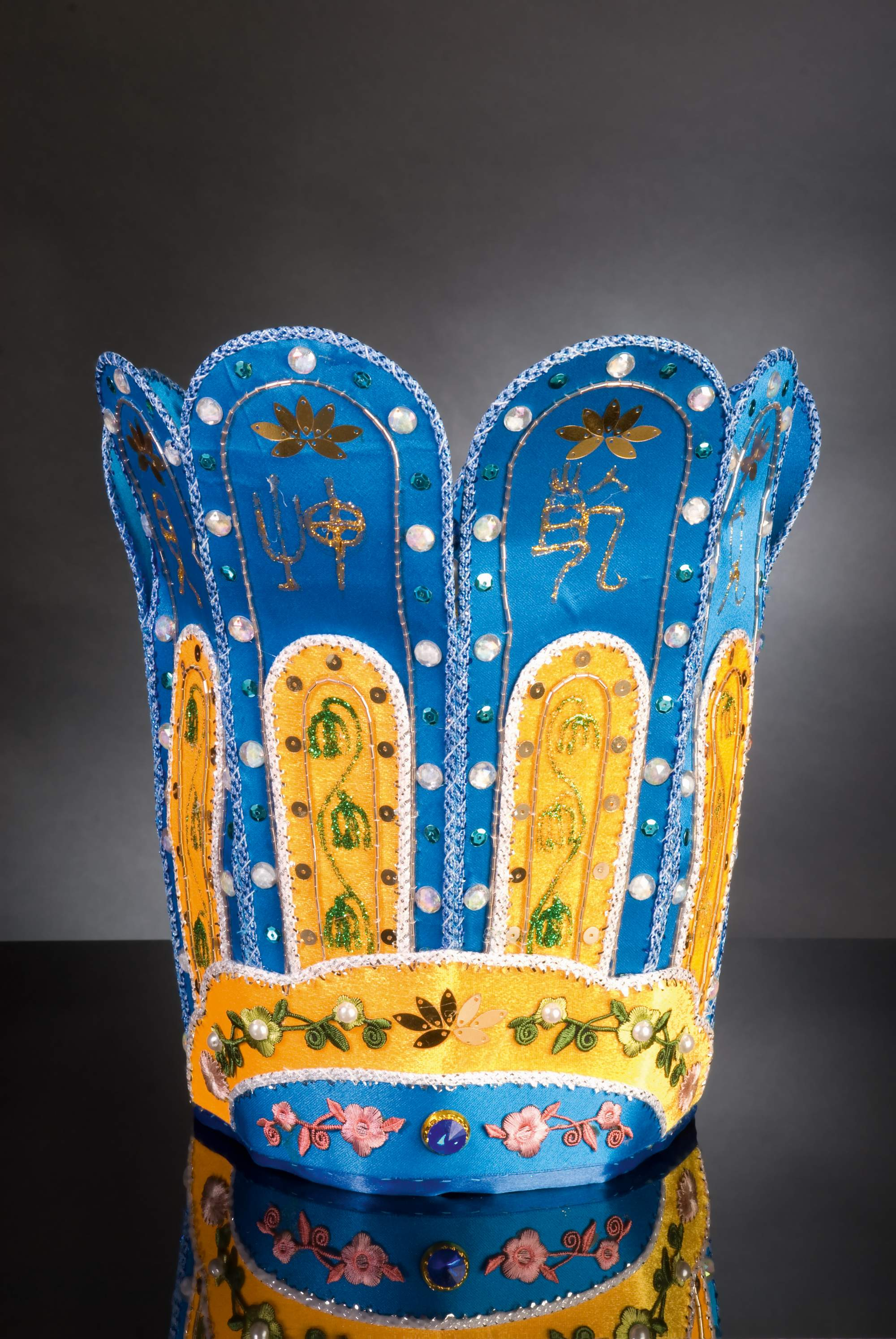
Tam Quam Mao, getragen im Caodaismus
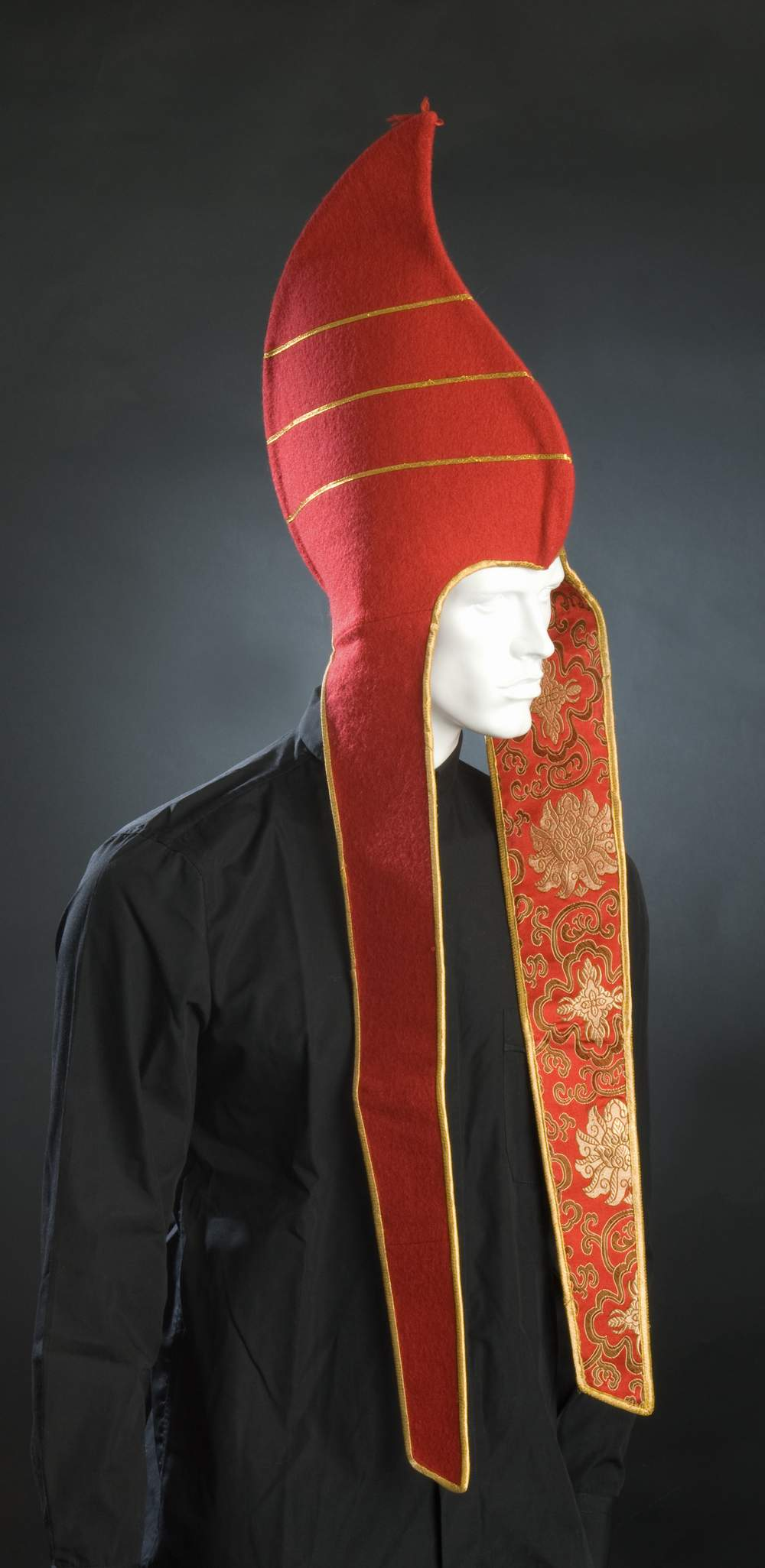
Pan Zva („Hut mit den langen Ohren“), getragen im tibetischen Buddhismus von dem Pandita der Nyingma-Schule
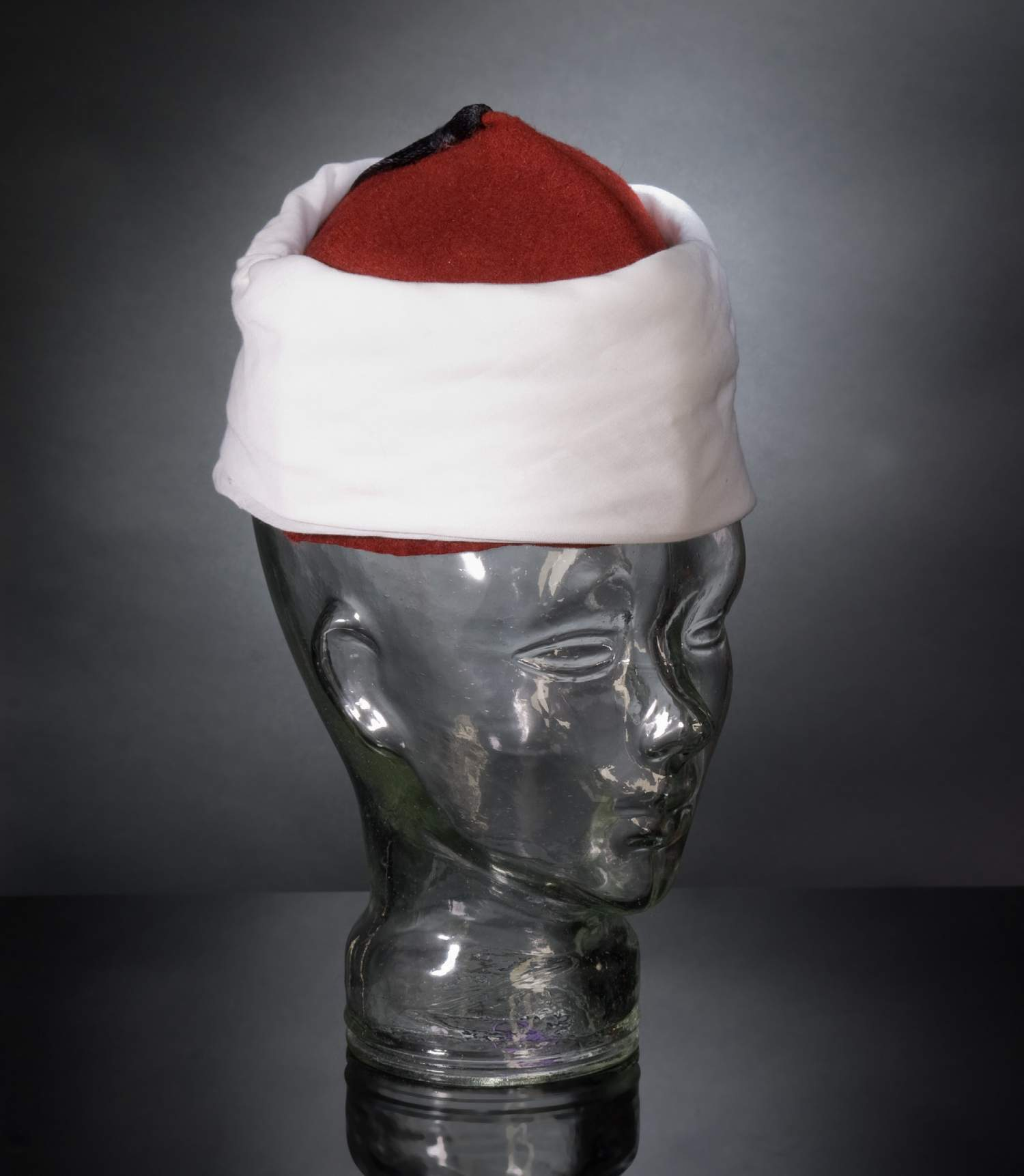
Imam Sarik, getragen von Vorbetern und Imamen, hauptsächlich in Ägypten